# 第22回ダヴィッド・ディ・ドナテッロ賞
第22回ダヴィッド・ディ・ドナテッロ賞（だい22かいダヴィッド・ディ・ドナテッロしょう）の授賞式は、1977年7月23日にタオルミーナで行われた。

## 受賞者一覧

### 作品賞
- タタール人の砂漠 Il deserto dei Tartari（監督：ヴァレリオ・ズルリーニ）
- ちゃちなブルジョワ Un borghese piccolo piccolo（監督：マリオ・モニチェッリ）

### 監督賞
- ヴァレリオ・ズルリーニ（『タタール人の砂漠』）
- マリオ・モニチェッリ（『ちゃちなブルジョワ』）

### 脚本賞
- レオ・ベンヴェヌーティ、ピエロ・デ・ベルナルディ（『La stanza del vescovo』）

### 主演女優賞
- マリアンジェラ・メラート （『Caro Michele』）

### 主演男優賞
- アルベルト・ソルディ（『ちゃちなブルジョワ』）

### 作曲賞
- ニーノ・ロータ（『カサノバ』）

### 外国人監督賞
- 黒澤明（『デルス・ウザーラ』）

### 外国人女優賞
- アニー・ジラルド（『Cours après moi que je t'attrape』）
- フェイ・ダナウェイ（『ネットワーク』）

### 外国人男優賞
- シルヴェスター・スタローン（『ロッキー』）
- ダスティン・ホフマン（『マラソンマン』）

### 外国映画賞
- マラソンマン（監督：ジョン・シュレシンジャー）

### ダヴィッド・ルキノ・ヴィスコンティ賞
- ロベール・ブレッソン

### ダヴィッド・ヨーロッパ賞
- スタンリー・キューブリック

### ダヴィッド特別賞
- ジョルジョ・フェッラーラ（『Un cuore semplice』）
- マーティン・スコセッシ（『タクシードライバー』）
- ジョディ・フォスター（『タクシードライバー』）
- ジュリアーノ・ジェンマ（『タタール人の砂漠』）
- アンジェリカ・イッポリト（『Oh, Serafina!』）
- ヴィンチェンゾ・クロチッティ、シェリー・ウィンタース（『ちゃちなブルジョワ』）
- モスフィルム（『デルス・ウザーラ』）
- アルベルト・ラットゥアーダ
- エンリコ・モンテザーノ
- ショーン・コネリー
- ダイアナ・フェッラーラ
- ボリショイ劇場